# La Bibbia tascabile del soldato
La Bibbia tascabile del soldato (Souldiers Pocket Bible), nota anche come Cromwell's Soldiers' Pocket Bible, The Soldier's Pocket Bible, Cromwell's Soldier's Bible era una versione in forma di volantino della Bibbia protestante (la Bibbia senza i libri apocrifi aggiunti dal Concilio di Trento) portata dai soldati del New Model Army di Oliver Cromwell durante la Guerra civile inglese.

## Descrizione
La Bibbia tascabile del soldato (The Souldiers Pocket Bible, senza l'apostrofo possessivo nel titolo) venne per la prima volta stampata nel 1643 per l'esercito di Cromwell, divenendo di uso generale fra i suoi soldati. È storicamente documentata la fornitura di una piccola Bibbia tascabile ai soldati di Cromwell. George Livermore, un bibliofilo americano di Cambridgeport, Massachusetts, scoprì una copia de La Bibbia tascabile del soldato nel 1854; egli si rese conto che la Bibbia che i soldati di Cromwell erano noti portare non era la Bibbia protestante completa dei 66 libri, ma una versione condensata in forma di volantino.  Si trattava di un libretto in ottavo (5½ × 3″, 136 × 78mm). Facendo dei paragoni, era pressappoco delle dimensioni e dello spessore di un passaporto internazionale usato nel XX secolo.
La Bibbia tascabile del soldato aveva appena 16 pagine che contenevano circa 150 citazioni di versetti tratti dalla Bibbia di Ginevra, aventi come tema la guerra. Tutti i versetti, tranne quattro, erano tratti dall'Antico Testamento. I versetti, che avevano lo scopo di sostenere il morale dei soldati di Cromwell, comprendevano i seguenti dalla Bibbia di Ginevra:
- Deuteronomio 20:4 – perché l'Eterno, il vostro DIO, è colui che marcia con voi per combattere per voi contro i vostri nemici e per salvarvi.
- Esodo 14:14 – L'Eterno combatterà per voi.

I 150 versetti collegati al tema della guerra erano organizzati in 16 sezioni. Cromwell contribuì alla selezione di alcuni dei versetti usati e sovrintese all'edizione de La Bibbia tascabile del soldato ad opera di Edmund Calamy.
Fra i titoli delle sezioni vi erano i seguenti:
Un soldato non deve agire malvagiamente
Un soldato deve essere coraggioso per la causa di Dio
Un soldato deve amare i suoi nemici in quanto suoi nemici e odiarli in quanto nemici di Dio
Un soldato deve considerare che talvolta il popolo di Dio ha la peggio in battaglia tanto quanto i nemici di Dio.
Questa condensata Bibbia tascabile del soldato era normalmente chiusa in una tasca interna del panciotto, posta vicino al cuore e sotto il mantello del soldato. La collocazione non impediva i movimenti del soldato. Il leader puritano Richard Baxter riferisce la storia che la vita di uno dei soldati di Cromwell fu salvata portando, vicino al cuore, una copia della Bibbia tascabile del soldato; una pallottola, sparata contro di lui, fu bloccata dal volantino anziché raggiungere il cuore.

## Scopo
Il successo militare di Cromwell fu, in larga misura, dovuto all'addestramento dei suoi soldati. Comunque, la Bibbia tascabile del soldato fu usata come fonte di ispirazione religiosa e per contribuire a sostenere il morale ed una rigida disciplina. Prima di andare in battaglia, i soldati di Cromwell erano soliti pregare e cantare inni tratti dal Libro dei Salmi. Secondo Cromwell, i suoi soldati non persero mai una battaglia a seguito della pubblicazione, nel 1643, della Bibbia tascabile del soldato.

## Eredità spirituale

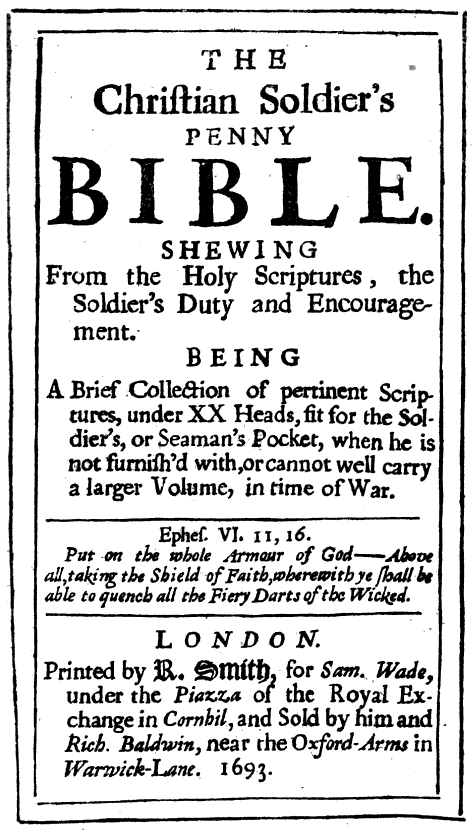
The Christian Soldier's Penny Bible (1693); una versione della The Souldiers Pocket Bible (1643)

Esistono due copie dell'edizione del 1643 della Bibbia tascabile del soldato. La copia di Londra fu regalata da Georgio III al British Museum. La sola altra copia conosciuta del 1643 si trova negli Stati Uniti ed era un tempo di proprietà dell'importante bibliofilo dell'Ottocento George Livermore (storico americano, fra l'altro insegnante, nella propria scuola privata, di Oliver Wendell Holmes Senior). L'opera fu ristampata nel 1693 con il titolo La Bibbia da un penny del soldato cristiano. Il British Museum ha l'unica copia esistente conosciuta del 1693. Questa versione è simile alla Bibbia tascabile del soldato, fatta eccezione per alcuni cambiamenti dei titoli e trascurabili modifiche testuali. La seconda richiama la Versione di Re Giacomo della Bibbia anziché il testo della Bibbia di Ginevra utilizzato per l'edizione del 1643.
Nel 1861, la Riverside Press (casa editrice di libri clinici e di testo) ristampò cento copie del testo del 1643 in facsimile per Livermore. All'epoca della Guerra di secessione americana, l'American Tract Society (ente no profit fondato nel 1825 per la diffusione della letteratura cristiana) stampò La Bibbia tascabile del soldato in grandi quantità per servire come manuale religioso per le truppe nordiste. Circa 50 000 copie della Bibbia tascabile del soldato furono, all'epoca, ristampate per le truppe.
La Bibbia tascabile del soldato fu il primo esempio di versioni della Bibbia abbreviate e concise che divennero popolari per essere distribuite alle truppe dalle autorità militari, nonché come guida personale e fonte d'ispirazione per i singoli.